# Marcin Mroziński
Marcin Mroziński (Inowrocław, 1985. szeptember 26. –) lengyel énekes és színész. Ő képviselte Lengyelországot a 2010-es Eurovíziós Dalfesztiválon Oslóban.
2010. február 14-én, Marcin Mroziński, megnyerte a lengyel közszolgálati televízió által rendezett nemzeti döntőt az Eurovízióra, a Legenda című számával. Az első elődöntőben, 2010. május 25-én adta elő a dalt, lengyel–angol kevert nyelven. A szavazás során negyvennégy ponttal a tizenharmadik helyen zárt, így nem jutott tovább a döntőbe.

## Fordítás
- Ez a szócikk részben vagy egészben a Marcin Mroziński című angol Wikipédia-szócikk fordításán alapul.  Az eredeti cikk szerkesztőit annak laptörténete sorolja fel. Ez a jelzés csupán a megfogalmazás eredetét és a szerzői jogokat jelzi, nem szolgál a cikkben szereplő információk forrásmegjelöléseként.